# Dasypolia gerbillus
Dasypolia gerbillus là một loài bướm đêm trong họ Noctuidae.